# Tudela Veguín
Tudela Veguín (en asturiano y oficialmente Veguín) es la población más grande de la parroquia de Box, perteneciente al concejo asturiano de Oviedo, España. 
Es el pueblo natal del artista Tino Casal, en cuyo cementerio está enterrado.

## Historia

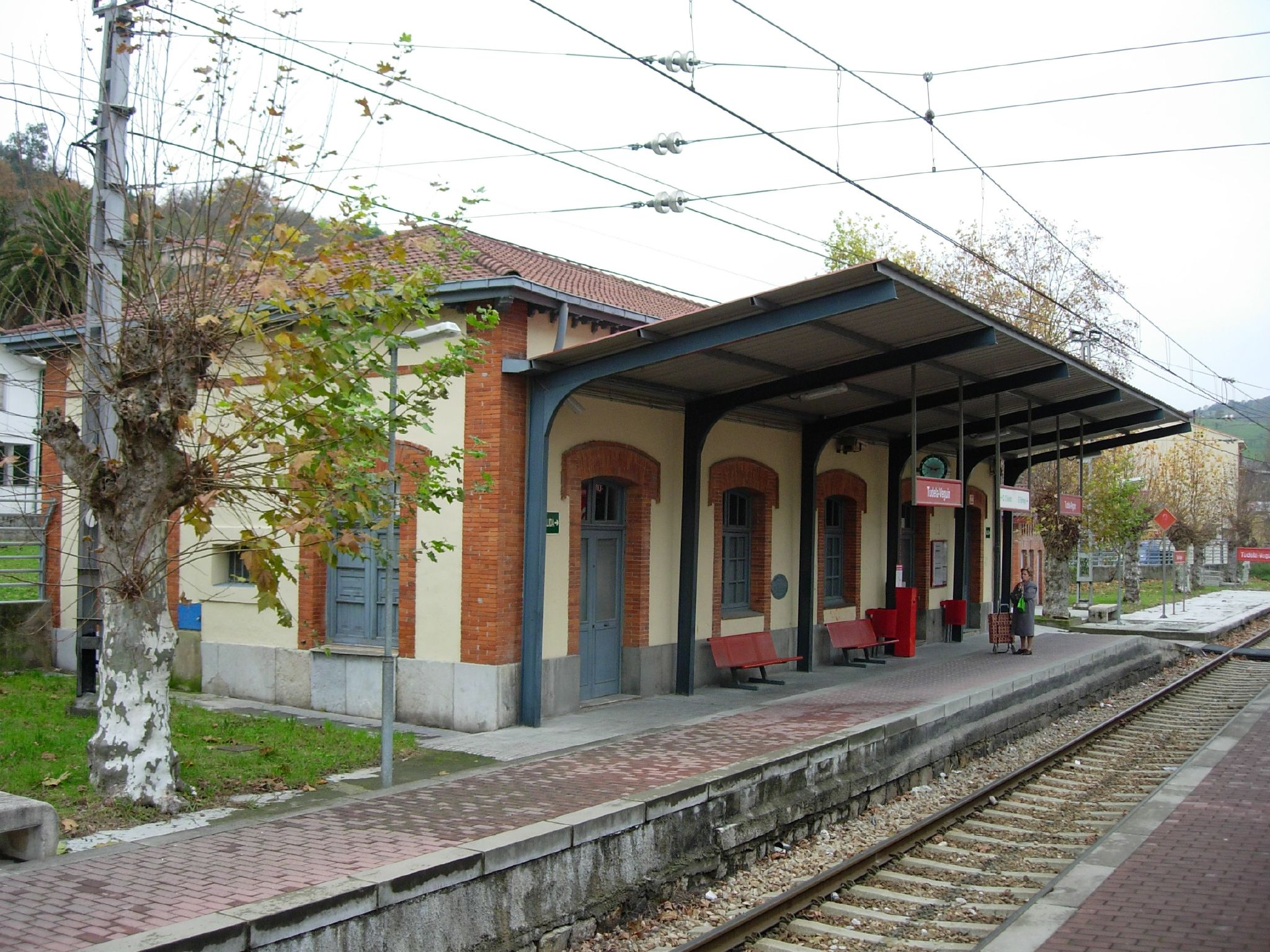
Antigua estación del Norte, hoy Renfe

Hasta mediados del siglo XIX formó parte del concejo de Tudela junto con las actuales parroquias ovetenses de Box, Manzaneda, Agüeria y Olloniego. En ese momento Tudela y Veguín eran en realidad dos poblaciones distintas. Con el tiempo este municipio quedó integrado en Oviedo.
La población urbana de Tudela Veguín nació gracias a la construcción de la Fábrica de Cementos de Portland Veguín en 1898, la primera de España de cemento Portland, situada al pie de una montaña que a lo largo de los años ha servido como cantera (y hoy en día ya está muy erosionada) para alimentar dicha industria. El emplazamiento se eligió en función de la cercanía de los yacimientos de caliza y hulla de la cuenca minera del Nalón y la existencia de línea de ferrocarril del Norte (hoy Adif). La fábrica se construyó en 1898, sigue en activo y hoy forma parte de Masaveu Industria, una división del Grupo Masaveu.

### Patrimonio
Por su vinculación con la industria, Tudela Veguín es uno de los núcleos de patrimonio industrial de Asturias. 
Las casas se disponen en su mayoría en línea recta a lo largo de la calle principal y entre ellas hay claros ejemplos de arquitectura industrial (impostas, ladrillo visto, arcos escarzanos, vivienda para altos mandos y cuarteles obreros, etc.). Se conserva también el antiguo Cine Price, la antigua estación del Norte, las antiguas escuelas, varios hórreos... La población termina en la barriada de San José. 
Tiene jardines, iglesia, escuela, biblioteca, centro de salud y piscina municipal. En 2018 se inauguró un gran mural en memoria de Tino Casal, cerca de su casa natal.

## Demografía
En 2014 tenía 620 habitantes según el INE. Dista 14 km por carretera y 17 km por ferrocarril de Oviedo, capital del Principado de Asturias, y 5 km de La Felguera.
| Gráfica de evolución demográfica de Tudela Veguín entre 2000 y 2014 |
|                                                                     |

## Comunicaciones

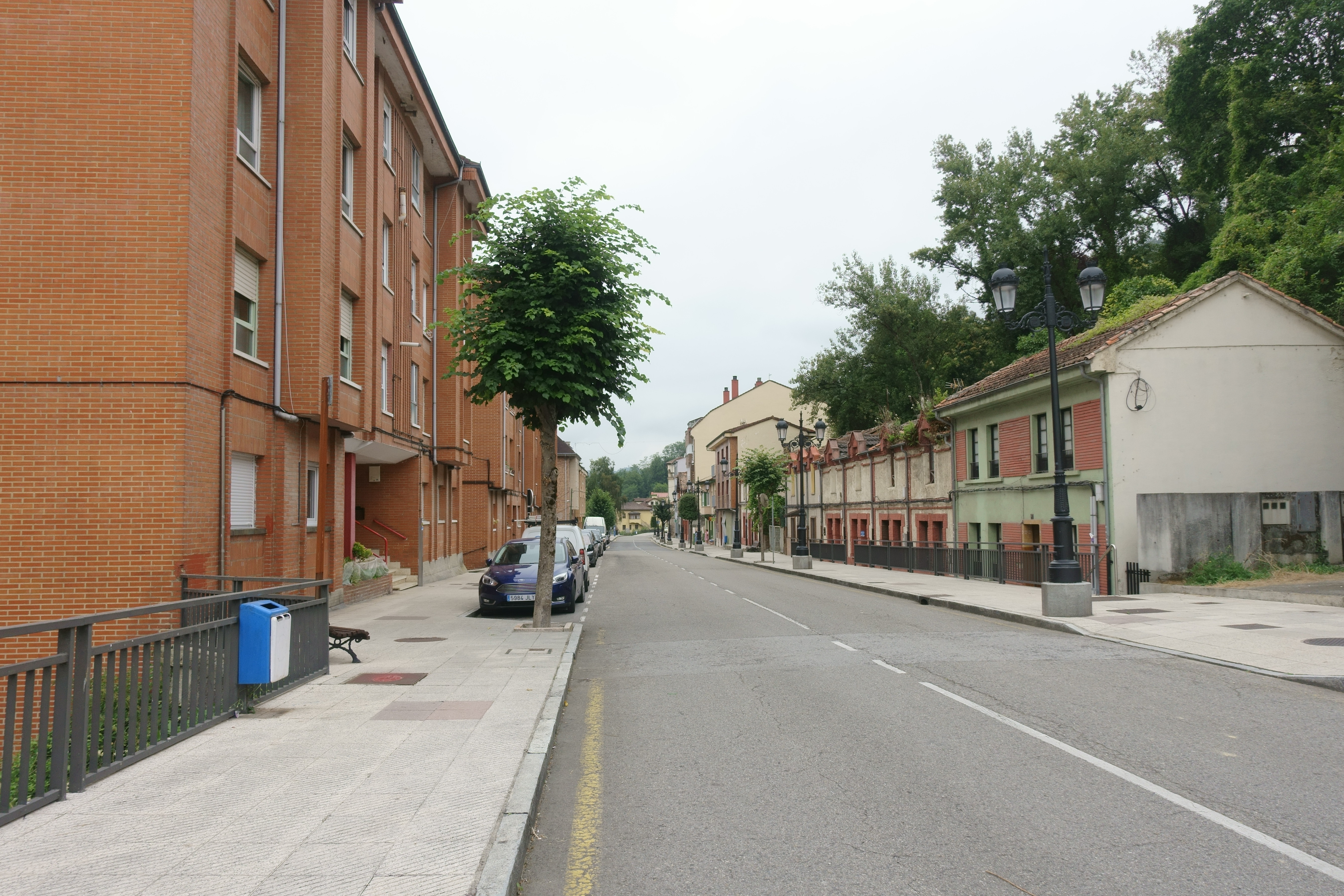
Calle Paulino García

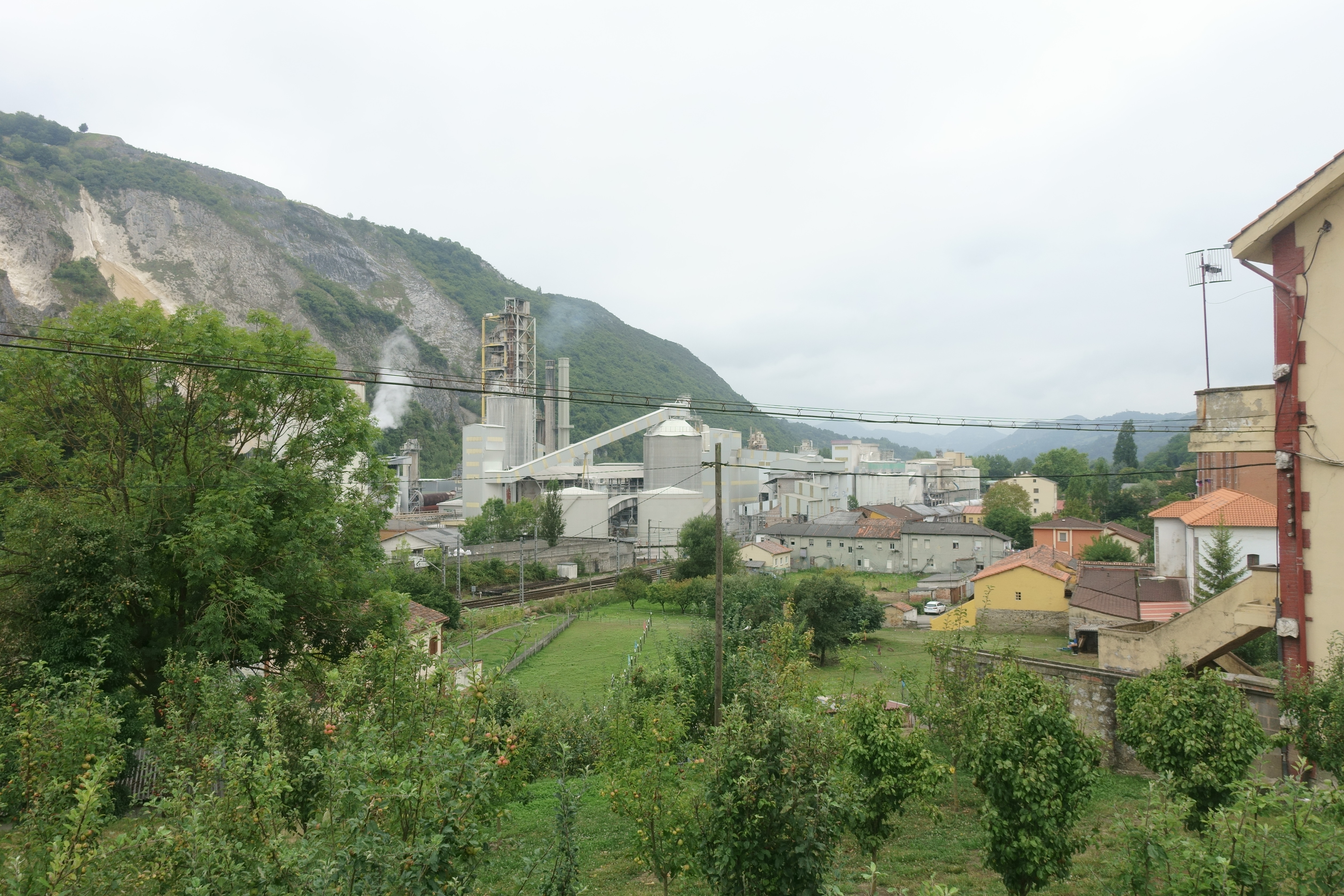
Vista general de la fábrica de cemento

El acceso a Tudela Veguín por carretera puede ser por:
- la carretera AS-116, de Olloniego al polígono industrial de Riaño (Langreo).
- la carretera local AS-354 de San Esteban de las Cruces a Frieres.

También se puede acceder por ferrocarril con la línea 2 de Cercanías de Asturias, situándose a unos 20 min de Oviedo y 10 de La Felguera (Langreo). Dispone también de transporte público por carretera con Alcotán y los autobuses urbanos de Oviedo.

## Deporte
El equipo de la localidad es el Unión Comercial C.D.B. que milita en Regional Preferente.